# The Essential Daryl Hall & John Oates
The Essential Daryl Hall & John Oates è un album raccolta del duo Hall & Oates, pubblicato nel 2005.
L'album è una ristampa della raccolta Ultimate Daryl Hall + John Oates della BMG uscita un anno prima, e fa parte della serie The Essential della Sony BMG.

## Tracce
1. She's Gone – 5:16
2. Las Vegas Turnaround (The Stewardess Song) – 2:59
3. When the Morning Comes – 3:13
4. Camellia – 2:49
5. Sara Smile – 3:09
6. Do What You Want, Be What You Are – 4:35
7. Rich Girl – 2:25
8. Back Together Again – 3:27
9. It's a Laugh – 3:46
10. I Don't Wanna Lose You – 3:48
11. Wait for Me – 4:03
12. How Does it Feel to Be Back – 4:35
13. You've Lost that Lovin' Feelin' – 4:37
14. Kiss on My List – 4:26
15. You Make My Dreams – 3:10
16. Everytime You Go Away – 5:24
17. Private Eyes – 3:37
18. I Can't Go for That (No Can Do) – 5:08
19. Did It in a Minute – 3:37
20. Your Imagination – 3:33
21. Maneater – 4:32
22. One on One – 4:17
23. Family Man – 3:27
24. Say it Isn't So – 4:17
25. Adult Education – 4:34
26. Out of Touch – 4:08
27. Method of Modern Love – 5:32
28. Some Things Are Better Left Unsaid – 5:25
29. Possession Obsession – 4:07
30. Everything Your Heart Desires – 5:01
31. Missed Opportunity – 4:47
32. Downtown Life – 4:28
33. So Close – 4:41
34. Don't Hold Back Your Love – 5:14
35. Starting All Over Again – 4:08
36. Promise Ain't Enough – 5:47
37. Do It for Love – 3:58